# Сусрети младих песника Србије
Сусрети младих песника Србије је културна манифестација у Прокупљу која окупља младе песнике.
Манифестацију организују Дом културе Радивој Увалић Бата и Књижевна омладина Прокупља.
Циљ манифестације је представљање младих песника и њихових дела широј публици, као и сарадња међу младим песницима.
Први Сусрети младих песника Србије одржани су 15. и 16. јула 2022. године. На првој вечери су, поред домаћина, Књижевне омладине Прокупља, наступили и песници из Бруса, Крушевца и Алексинца. Друге вечери наступали су млади песници из Ваљева Београда, Новог Сада и Великог Градишта.
Други Сусрети младих песника Србије одржани су 13. и 14. јула 2023. године. У манифестацији је учествовало десет младих песника из градова широм Србије. Млади песници, долазе у пратњи својих ментора и заједно представљају рад књижевне омладине својих градова.